# Aluczeluj-e Olja
Aluczeluj-e Olja – wieś w Iranie, w ostanie Azerbejdżan Zachodni, w szahrestanie Takab. W 2006 roku liczyła 116 mieszkańców.